# Анета (село)
Ане́та — село в Україні, у Новоград-Волинській міській територіальній громаді Звягельського району Житомирської області. Чисельність населення становить 215 осіб (2001). Засноване 1815 року, до 1939 року — колонія; одна з найстаріших німецьких колоній на Волині. У 1923—54 роках — адміністративний центр колишньої однойменної сільської ради.

## Населення
Кількість мешканців населеного пункту у 1868 році становила 151 особу, в наприкінці XIX століття — 308 осіб та 33 двори.
У 1906 році — 207 осіб та 34 двори, 1923 рік — 338 осіб та 53 домогосподарства, 1924 рік — 347 осіб, з них більшість становили особи німецької національности; кількість господарств — 56, станом на 4 липня 1927 року — 302 мешканці та 60 домогосподарств.
Відповідно до результатів перепису населення СРСР, кількість населення, станом на 12 січня 1989 року, 222 особи. Станом на 5 грудня 2001 року, відповідно до перепису населення України, кількість мешканців села становила 215 осіб.

### Мова
Розподіл населення за рідною мовою за даними перепису 2001 року:
| Мова       | Кількість | Відсоток |
| ---------- | --------- | -------- |
| українська | 211       | 98.14%   |
| російська  | 4         | 1.86%    |
| Усього     | 215       | 100%     |

## Історія
Лютеранська колонія, заснована у 1815 році переселенцями з Данціґа, Галичини та Німеччини, на правому березі річки Церем, 10 км південно-західніше міста Новоград-Волинський. Належала до лютеранських парафій Житомира та Новограда-Волинського. Церкву збудовано у 1870 році. Мала 800 га ріллі, виробництво механічних млинів.
У 1835 році граф Бібердорф привіз з Німеччини підводою перші щепи, які добре тут прижилися та згодом поширились по всій Волині. Наприкінці 1840-х років група німецьких переселенців придбала у місцевого поміщика Марка Модалінського близько ста десятин земель, сплативши 111,5 руб за десятину. На початку 1870-х років в колонії було відкрито народне училище, де навчалось 30 хлопчиків та 22 дівчинки. Навчання велось німецькою та російською мовами. Колонія мала два кравці, два столяри, ткача та коваля. Мешканці займались молочним виробництвом, рільництвом та пивоварінням. Колонія межувала з колонією Юзефин.
Наприкінці XIX століття німецька колонія Романівської волості Новоград-Волинського повіту, за 16 верст від Романівки, був євангельський молитовний будинок. Янові Павловському належало в Анеті та Юрківщині 43 десятини.
У 1906 році колонія перебувала у складі Піщівської волості (2-го стану) Новоград-Волинського повіту Волинської губернії. Відстань до повітового центру міста Новоград-Волинський становила 5 верст, до волосного центру, с. Піщів — 15 верст. Найближче поштово-телеграфне відділення розташовувалося в селі Дідовичі.
У 1923 році колонія увійшла до складу новоствореної Пилиповицької сільської ради, яка з 7 березня 1923 року стала частиною новоутвореного Пищівського району Житомирської, згодом — Волинської округи, що розташовувалася за 13 верст від районного центру села Піщів та за 3,5 версти від адміністративного центру сільської ради села Пилиповичі. 24 серпня 1924 року, відповідно до рішення Волинської ГАТК «Про зміни границь в межах округів, районів і сільських рад», в колонії створено Анетівську сільську раду Пищівського, згодом — Ярунського району з підпорядкуванням колоній Пилиповичі та Юзефини. У 1939 році колонію віднесено до категорії сіл.
У 1929 році розпочались депортації заможних іноземних колоністів. Зокрема, з Анети було депортовано родину майбутнього вчителя та письменника Герберта Генке. Під час загострення комуністично-сталінського терору проти українського селянства у 1930-ті роки органами НКВС безпідставно заарештовано та позбавлено волі на різні терміни 40 жителя села, з яких 20 мешканців було розстріляно. Нині всі постраждалі реабілітовані, а їхні імена стали відомі.
11 серпня 1954 року, в результаті ліквідації Анетівської сільської ради, село увійшло до складу Пилиповицької сільської ради Ярунського району. З 4 червня 1958 року село перебувало у складі Пилиповицької сільської ради, зо було включене до Новоград-Волинського району Житомирської області.
12 червня 2020 року, відповідно до розпорядження Кабінету Міністрів України № 711-р «Про визначення адміністративних центрів та затвердження територій територіальних громад Житомирської області», територію та населені Пилиповицької сільської ради включено до складу Новоград-Волинської міської територіальної громади Новоград-Волинського (згодом — Звягельський) району Житомирської області.

## Відомі люди
- Генке Герберт Густавович (1913—1999) — вчитель, поет, письменник.